# Virtuelle Fachbibliothek
Eine Virtuelle Fachbibliothek (ViFa) ist eine spezielle Form einer virtuellen Bibliothek.
Da wissenschaftlich relevante Informationen und Dokumente eines Fachgebietes in der Regel weltweit verteilt vorliegen, bieten virtuelle Fachbibliotheken einen einheitlichen Zugang (Webportal) zur Recherche und Bereitstellung von Informationen. Diese können in verschiedenen Publikationsformen vorliegen – für Printmedien ist beispielsweise die Digitalisierung und Übermittlung über einen Dokumentenlieferdienst oder eine Fernleihe notwendig. Meist bieten Virtuelle Fachbibliotheken auch einen systematisch geordneten Index fachlich relevanter Webquellen.
Der Aufbau Virtueller Fachbibliotheken wurde von der Deutschen Forschungsgemeinschaft (DFG) bis Ende 2014 im Förderbereich „Verteilte Digitale Forschungsbibliothek“ unterstützt. Mit Start des Förderprogramms Fachinformationsdienste für die Wissenschaft wurden viele Virtuelle Fachbibliotheken in Fachinformationsdienste überführt.

## Geschichte
Seit 2001 hatten die Virtuellen Fachbibliotheken, die meist an Wissenschaftlichen Bibliotheken angesiedelt sind, die das betreffende Fach auch als Sondersammelgebiete im Auftrag der DFG betreuen, ein gemeinsames Webportal unter www.virtuellefachbibliotheken.de.
Ab August 2003 präsentierten sich die Virtuellen Fachbibliotheken dann zusammen mit den Informationsverbünden und der Elektronischen Zeitschriftenbibliothek im Portal vascoda. Dieses wurde seit April 2005 vom Hochschulbibliothekszentrum NRW technisch betreut, seit 2010 aber nicht mehr weiterentwickelt. Die Einstellung von vascoda als Rechercheportal erfolgte am 14. Januar 2011. Nach der Auflösung des Vascoda-Vereins zum Jahresende 2011 ist auch das vascoda-Portal eingestellt worden.
Seit Mitte Januar 2012 dient Webis als Informations- und Austauschportal für die Virtuellen Fachbibliotheken und Sondersammelgebiets-Bibliotheken. Mit dem Auslaufen der Förderung werden einige ViFas, die den Sondersammelgebieten angegliedert waren, nicht mehr weitergeführt oder zu Fachportalen im Rahmen der Fachinformationsdienste für die Wissenschaft umgebaut. Zum Beispiel wurde die Virtuelle Fachbibliothek Osteuropa durch das Forschungsportal Osmikon abgelöst.

## Kritik
Im Vergleich zu anderen Bibliotheken sind die Virtuellen Fachbibliotheken chronisch unterfinanziert. Da sie über keinen eigenen Bibliotheksbestand verfügen, werden von ihren Trägerinstitutionen oft nicht dauerhaft Mittel für Personalkosten und Technik bereitgestellt, wie sie sonst für eine größere Teilbibliothek üblich sind.

## Beispiele für Virtuelle Fachbibliotheken
- Propylaeum Fachinformationsdienst Altertumswissenschaften
- Virtuelle Fachbibliothek Germanistik
- Virtuelle Fachbibliothek Musikwissenschaft
- Virtuelle Fachbibliothek Pharmazie
- Virtuelle Fachbibliothek Politikwissenschaft
- Virtuelle Fachbibliothek für internationale und interdisziplinäre Rechtsforschung <intR>²
- Virtuelle Fachbibliothek Theologie und Religionswissenschaft